# 폴란드 원탁회의

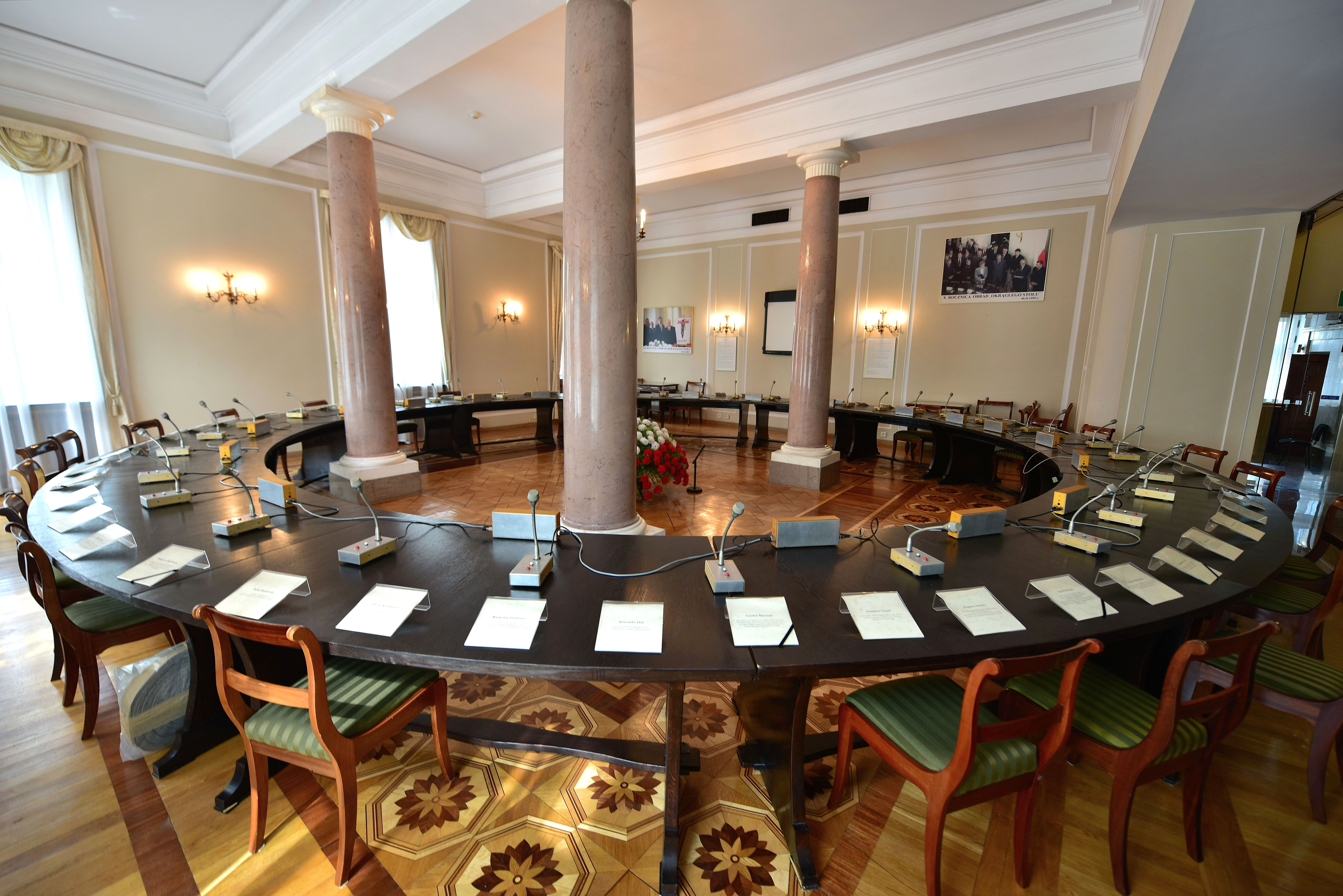

폴란드 원탁 회의(폴란드어: Okrągły Stół, 영어: Polish Round Table Agreement)는 1989년 2월 6일부터 1989년 4월 4일까지 폴란드에서 진행된 폴란드 인민 공화국과 자유노조(Solidarność) 간의 회의를 말한다.

## 배경
폴란드는 소련군이 주둔한 공산주의 국가였다. 하지만 소련의 쇠퇴와 1980년부터 일어난 자유노조(Solidarność)의 민주화 운동으로 인해 폴란드 공산 정권과 자유노조는 함께 첫 민주주의적인 회의를 준비하였다. 1988년 진행될 예정이었으나 폴란드 1988년 파업으로 취소했다. 그리고 드디어 1989년 2월 6일, 체스와프 키슈차크(Czesław Kiszczak) 장관을 중심으로 회의가 비밀스럽게 진행되었다. 자유노조는 폴란드 인민 공화국에게 민주주의를 요구하였다. 치열한 논쟁 끝에 드디어 공산정부는 어쩔 수 없이 허락하고 말았다.

### 회의 결과
원탁 회의 결과는 이렇게 되었다.
- 상원(上院)을 부활시키고 자유선거로 100명의 의원을 선출한다.
- 점진적인 민주화를 위해 하원의 35%를 자유선거로 뽑고, 60%는 공산주의 정당들(폴란드 연합 노동자당과 관제 정당들)에게 자리를 주고 5%는 로마 가톨릭 정당들에게 자리를 주기로 한다.
- 6년 임기의 대통령제의 도입
- 자유 노조 합법화
- 언론의 자유(1주일마다 30분씩 자유노조 주간지의 내용을 폴란드 국영 텔레비전 방송인 TVP(Telewizja Polska)에서 방송해야 한다.)
- 경제, 사회 방면의 자유화

드디어 폴란드에 민주주의적인 의회(Sejm)가 도입됐다. 1989년 6월 4일에는 폴란드에 첫 민주주의적 선거를 도입하였다. 이 선거의 결과는 레흐 바웬사(Lech Wałęsa)가 이끄는 자유 노조가 압도적인 승리를 차지하여 의회의 대부분의 석을 차지하였다. 이에 폴란드 인민 공화국이 붕괴하고 폴란드 제3공화국이 출범하였다.